# Praça de Toiros da Moita do Ribatejo
A Praça de Toiros da Moita do Ribatejo, oficialmente designada Praça de Toiros Daniel do Nascimento, inaugurada a 16 de Julho de 1950, situa-se na freguesia e no município de Moita, em Portugal.

## Praça de ToirosDaniel do Nascimento
Para a construção da nova Praça de Toiros da Moita do Ribatejo constituiu-se a Sociedade Moitense de Tauromaquia, a qual ficou com a propriedade do edifício. Inaugurada a 16 de Julho de 1950 com a designação oficial de Praça de Toiros Daniel do Nascimento, tem lotação para 5.150 espectadores.
Realizada anualmente em setembro no âmbito das Festas em Honra de Nossa Senhora da Boa Viagem, a Feira Taurina da Moita do Ribatejo é uma das mais prestigiadas de Portugal, sendo a que concentra maior número de espectáculos tauromáquicos numa mesma semana.
A Moita do Ribatejo tem uma longa tradição no toureio apeado, sendo a afición moitense uma das maiores apreciadoras em Portugal do toureio de capote e muleta, bem como da arte de bandarilhar.
O Matador de Toiros Pedrito de Portugal, figura do toureio do nosso país é muito querido por esta aficción, o qual fez história nesta praça ao matar o toiro de nome "Tramado", a 12 de Setembro de 2001.

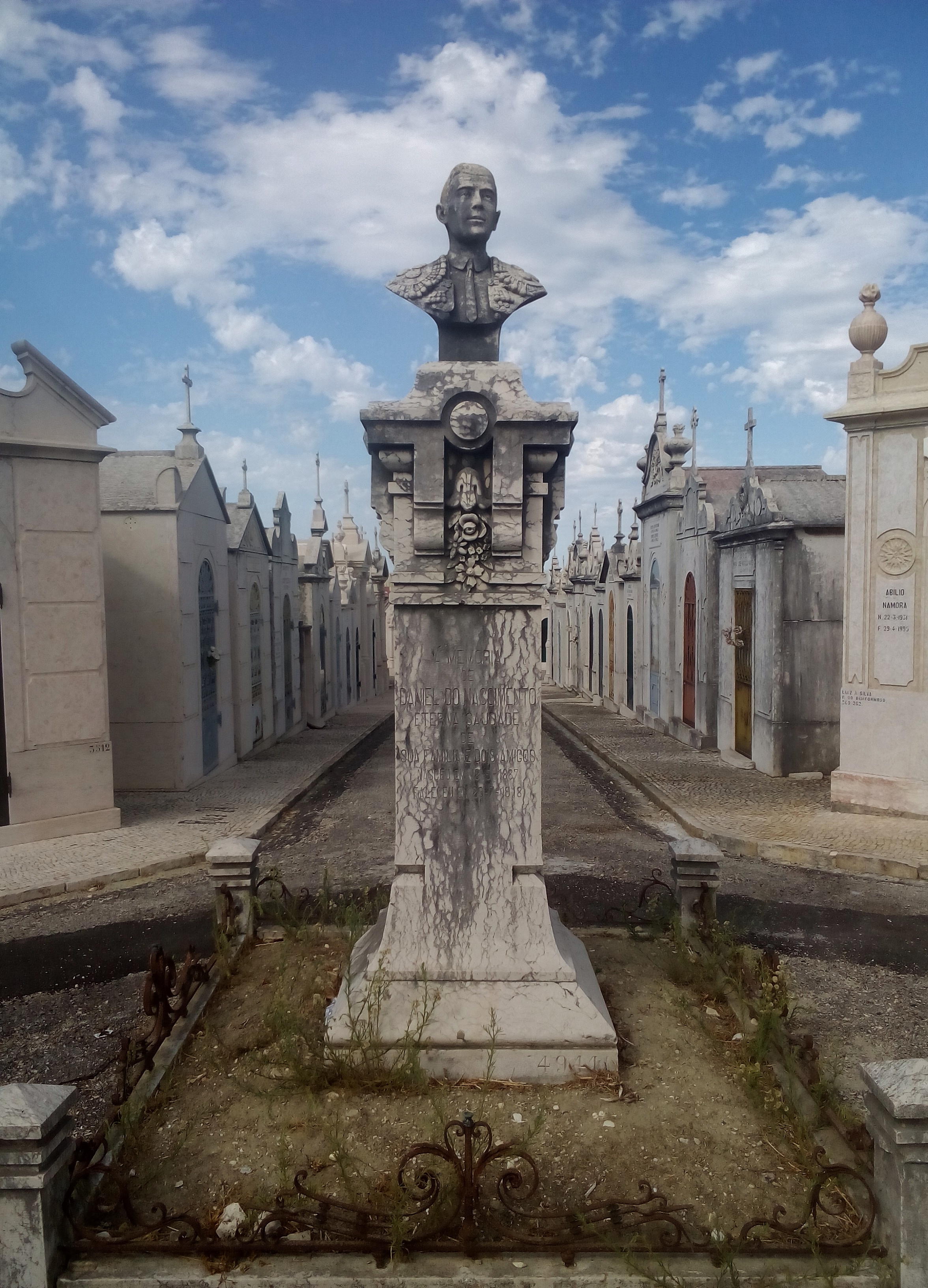
Jazigo do toureiro Daniel do Nascimento; Cemitério do Alto de São João, Lisboa, Portugal.

## História Taurina da Moita do Ribatejo
A história taurina da Moita do Ribatejo é antiquíssima. Pelo menos desde 1837 se realizavam corridas de toiros por ocasião das Festas em Honra de Nossa Senhora da Boa Viagem. Aumentando exponencialmente a afición local foi construída e inaugurada em 1872 uma Praça de Toiros, designada oficialmente Praça de Toiros Nossa Senhora da Boa Viagem, também designada como Praça da Caldeira. Em 1947, completando a Praça 75 anos e encontrando-se em mau estado de conservação, foi demolida a fim de ser construída a atual Praça de Toiros.
Além da Sociedade Moitense de Tauromaquia, existem actualmente tertúlias e grupos tauromáquicos na Moita do Ribatejo, para além da Escola de Toureio da Moita, sendo um dos locais em Portugal com maior cultura tauromáquica.  